# 에드몽 탑소바
에드몽 파이살 탑소바(프랑스어: Edmond Fayçal Tapsoba, 1999년 2월 2일 ~ )는 부르키나파소의 축구 선수이다. 그의 포지션은 중앙 수비수로, 현재 독일 분데스리가의 바이어 레버쿠젠에서 활약하고 있다.

## 어린 시절과 사생활
탑소바는 와가두구의 카르팔라 지역에서 자랐고, 그는 거리에서 축구를 했지만, 그는 14세가 될 때까지 조직적인 축구를 한 번도 하지 않았다. 어렸을 때, 그는 종종 축구를 하기 위해 학교를 빼먹곤 했다. 그의 에이전트는 포르투갈 축구 국가대표팀의 일원이었던 전 축구 선수 데쿠이다. 탑소바는 프랑스어뿐만 아니라 영어도 어느 정도 구사할 수 있다. 코로나19 범유행 기간 동안 탑소바는 와가두구의 한 시장에 마스크, 장갑, 손 세정제를 기부했다.

## 클럽 경력
탑소바는 살리타스, US 와가두구, 레이숑이스, 비토리아 드 기마랑이스 B 그리고 비토리아 드 기마랑이스에서 뛰었다.
2020년 1월 31일, 탑소바는 €18M에 추가 보너스 €7M로 추정되는 이적료에 바이어 레버쿠젠과 5년 반 계약을 맺고 이적하였다. 2021년 2월 21일, 그는 FC 아우크스부르크와의 경기에서 막판 추가 시간에 동점골이자 분데스리가 데뷔골을 넣었고, 바이어 레버쿠젠의 무패 행진을 20경기로 늘리는데 기여하였다.

## 국가대표팀 경력
탑소바는 2016년 부르키나파소 축구 국가대표팀 일원으로 국제 무대에 데뷔하였다.

## 플레이스타일
탑소바는 스피드, 힘, 패스 능력, 그리고 침착함으로 제롬 보아텡과 비교되었다. 그는 또한 특히 페널티 에어리어에서 골을 넣는 능력이 뛰어난 것으로도 유명하다. 그는 존 스톤스, 페어 메르테자커, 버질 판 데이크와 같은 선수들에게서 영감을 받았다고 한다.

## 수상 내역
개인
- 아프리카 네이션스컵 대회의 팀: 2021[9]